# Patrícia Naves
Patrícia Novaes Naves (Patrocínio, 8 de dezembro de 1966) é uma atriz brasileira.
Um de seus papeis de destaque foi como Silvia da telenovela Viver a Vida, em que ela fez a mãe do fotógrafo Bruno (Thiago Lacerda) no ano de 2009.
Criada em Patrocínio, adotou o sobrenome Naves após se casar com o jornalista Mauro Naves.

## Filmografia

### Televisão
| Ano  | Título                  | Personagem               | Notas                            |
| ---- | ----------------------- | ------------------------ | -------------------------------- |
| 1992 | As Noivas de Copacabana | Maryrose                 | Episódio: "2 de junho"           |
| 1992 | De Corpo e Alma         | Ana Lúcia Paiva (Aninha) |                                  |
| 1993 | Contos de Verão         | Marina                   | [ 3 ]                            |
| 1993 | Você Decide             | —                        | Episódio: "Relação Delicada"     |
| 1994 | Pátria Minha            | Marilu                   |                                  |
| 1994 | Você Decide             | —                        | Episódio: "O Bêbado e a Biscate" |
| 1995 | Você Decide             | —                        | Episódio: "A Adoção"             |
| 1995 | Decadência              | Marta                    |                                  |
| 1998 | Brida                   | Isabel                   |                                  |
| 2001 | Pícara Sonhadora        |                          |                                  |
| 2003 | Canavial de Paixões     | Margareth                |                                  |
| 2007 | Paraíso Tropical        | Sheila                   |                                  |
| 2009 | Viver a Vida            | Sílvia Marcondes         |                                  |
| 2011 | A Vida da Gente         | fisioterapeuta de Ana    |                                  |
| 2013 | Flor do Caribe          | Ivete                    |                                  |
| 2014 | Em Família              | Vilma                    |                                  |

### Cinema
| Ano  | Título          | Personagem        | Notas                |
| ---- | --------------- | ----------------- | -------------------- |
| 2005 | Confronto Final | Carolina Ferrante | como Patrícia Novaes |
| 2013 | Vazio Coração   | Carolina Menezes  |                      |